# Samuel Ambrozi
Samuel Ambrozi (používané varianty jména byly i Ambrosius, Duraeus) (22. března 1748, Liptovská Sielnica – 13. února 1806, Banská Štiavnica) byl slovenský publicista a redaktor.

## Životopis
Pocházel ze zemanské, učitelsko-páterské rodiny, a vzdělání získával na evangelickém lyceu v Bratislavě a na univerzitě v německé Jeně, která tehdy byla jakousi Mekkou nejen německých, ale i slovenských osvícenců. O jeho touze po vzdělaní a zájmu o současnou filozofii svědčí i to, že se stal roku 1782 členem tamní latinské učené společnosti. Po návratu do vlasti byl jistý čas kazatelem ve Veličné na Oravě, od roku 1787 v Radvani a od roku 1804 v Banské Štiavnici. Zde zastával funkci konsistoria notáře a v tomto městě založil i chlapecký a dívčí vychovatelské ústav. Zúčastnil se i založení zmíněné učené společnosti. Zpočátku vynikal jako básník. Kromě kázání a příležitostných projevů, psaných po německy, vydal i dvě úvahy o činnosti ústavu pro výchovu chlapců a dívek v Banské Štiavnici v letech 1804-1805. Kromě vlastní náboženské a publicistické tvorby byl také v letech 1793-1803 redaktorem novin Novi Ecclesiastical-scholastikové Annales evangelicorum augustanae et helveticae Confession in Austriaca Monarchie.

## Dílo
- 1780 – Carmen, quod dum D. Joannes Stretsko…  (Bratislava)
- 1782 – Ita celeberrimo gymnasii a. c. Posoniensis rektori Joanni Georgio Stretsko die nomini ejus sacra feliciter redeunte…  (Bratislava)
- 1789 – Svaté kázání, ktoréž...měl v chráme ev. Radvanském (Banská Bystrica)
- 1796 – Die Gotteshäuser der Christen, als die vortrefflichste Anstalt zur Bildung, Veredlung und Beglückung des Menschlichen Geschlechtes (Banská Štiavnica)
- 1796 – Trauer-Rede am Grabe… des Herrn Michael Sinowitz… gehalten…  (Banská Štiavnica)
- 1803 – Dobrota a Maudrost Božj při rýchlém ctitelů swých z tohoto swěta wychwacowánj (Banská Bystrica)
- 1804 – Wie muss die Kirchengemeinde udn ihr Lehramt beschaffen sein, wenn der Religions-Unterricht beide behlücken soll? Eine Antrittsrede gegalten in dem Evangelischen Bethause in der königl. freyen Bergstadt Schemnitz am ersten Ostertage 1804 von ... (Banská Štiavnica)
- 1804 – Ankundigung einer neuen und doppelten Erziehungsansalt (Banská Štiavnica)
- 1805 – Zweiter Bericht von der neuen ud doppelten Erziehungsansalt in Schemnitz (Banská Štiavnica)